# رقم خاص (فلم 1936)
رقم خاص (بالإنجليزية: Private Number) فيلم أمريكي رومانسي عرض عام 1936 من إنتاج داريل فرانسيس زانوك واخراج روي دل روث، وبطولة باسل راثبون ، روبرت تايلور ولوريتا يونغ.

## روابط خارجية
- مقالات تستعمل روابط فنية بلا صلة مع ويكي بيانات